# Phyllyctus gounellei
Phyllyctus gounellei är en skalbaggsart som först beskrevs av Antoine Henri Grouvelle 1896.  Phyllyctus gounellei ingår i släktet Phyllyctus och familjen kapuschongbaggar. Inga underarter finns listade i Catalogue of Life.